# Strada statale 8 (Croazia)
La strada statale 8 (in croato državna cesta 8; in sigla D8) è una strada statale croata che percorre la costa adriatica, è parte dell'itinerario noto come Jadranska Magistrala ("Strada Maestra Adriatica").

## Galleria d'immagini

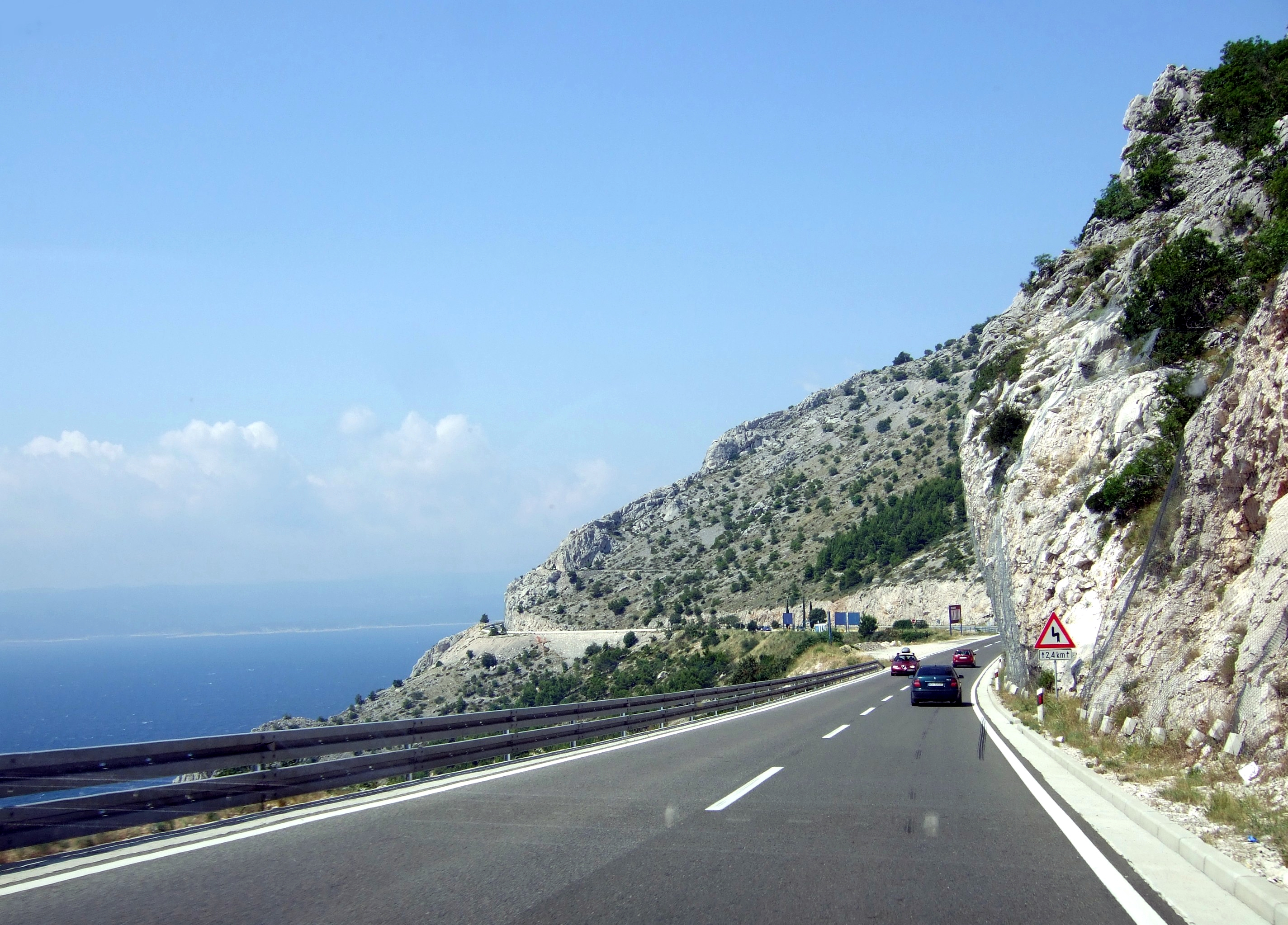
La strada tra Almissa e Spalato
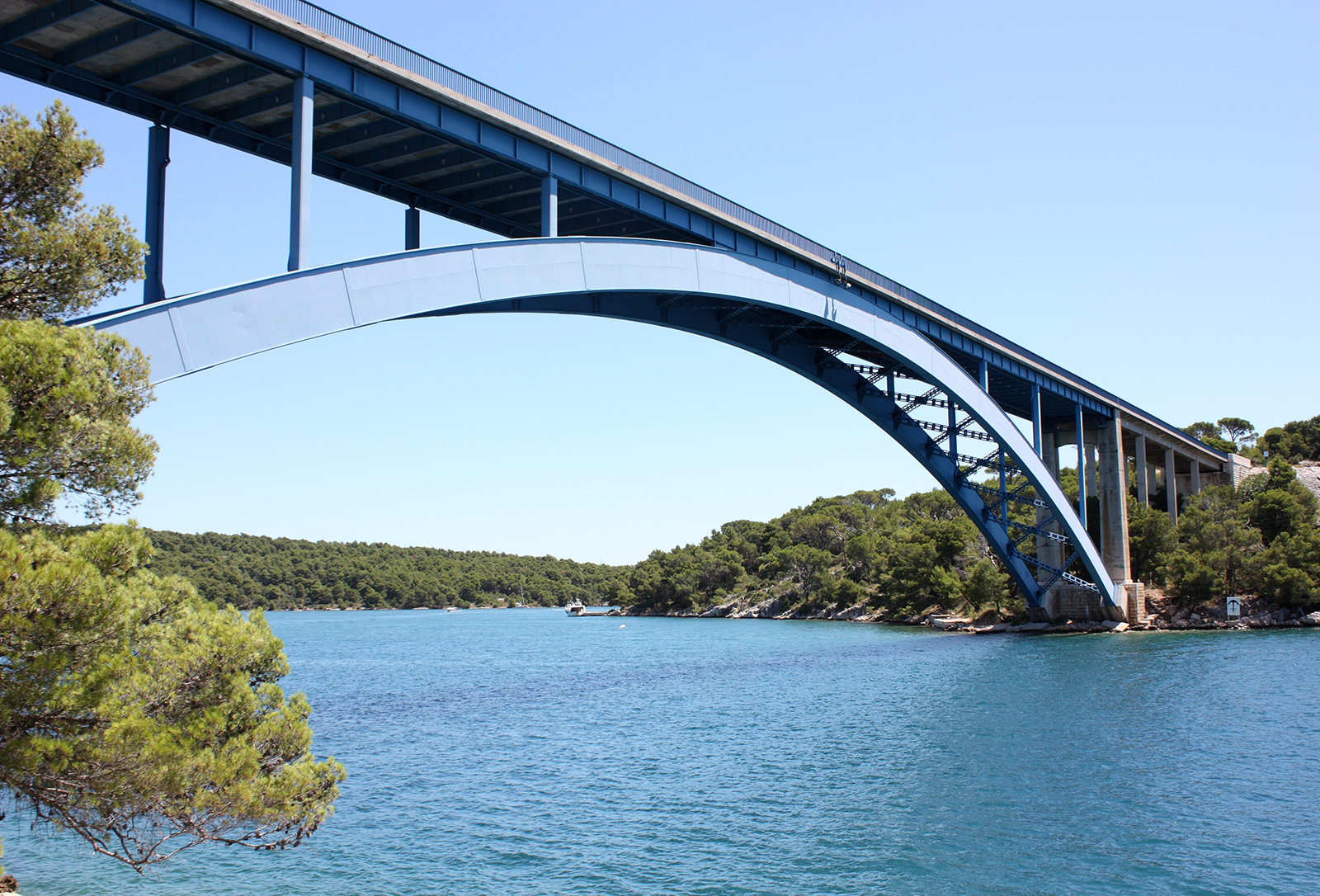
Il ponte di Morinje, non distante da Sebenico